# Química bioinorgánica
La química bioinorgánica es una rama de la química que estudia el rol biológico de los metales. Incluye el estudio tanto de fenómenos naturales como el comportamiento de las metaloproteínas, así como de metales introducidos artificialmente, e incluye aquellos que son elementos no esenciales, en medicina y toxicología. Muchos procesos biológicos como la respiración, dependen de moléculas que caen en el campo de estudio de la química inorgánica. Esta disciplina incluye también el estudio de modelos inorgánicos y miméticos imitan el comportamiento de las metaloproteínas.
Como mezcla de la bioquímica y la química inorgánica, la química bioinorgánica es importante en el estudio de la implicación de proteínas transportadoras de metales, unión al sustrato y activación, química de la transferencia de átomos y grupos funcionales, así como las propiedades de los metales en la química biológica.

## Historia
Paul Ehrlich utilizó en 1909 un compuesto de arsénico para el tratamiento de la sífilis, el salvarsan, lo que permitió demostrar la importancia de los metales, o por lo menos metaloides en medicina. Barnett Rosenberg en 1965 desmotró la actividad anti-cáncer de cisplatino (cis-PtCl2(NH3)2). La primera proteína cristalizada (ver James B. Sumner) fue la ureasa, cristalizada en 1926, la que mostró contener níquel en su sitio activo. La vitamina B12, muestra en su estructura cristalográfica realizada por Dorothy Crowfoot Hodgkin en 1954, un átomo de cobalto en un macrociclo de corrina. La estructura de ADN de Watson-Crick demostró el papel estructural clave que desempeñan los polímeros que contienen fosfato.

## Tipos de elementos inorgánicos en biología
Los elementos inorgánicos de mayor interés en química bioinorganica son:

### Metales alcalinos y alcalinotérreos

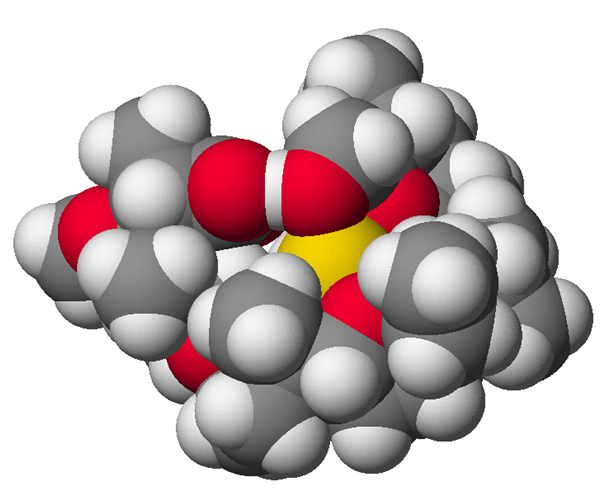
Al igual que muchos antibióticos, la monensina-A es un ionóforo que se une fuértemente al Na^{+} (mostrado en amarillo).

Los elementos inorgánicos más abundantes actúan como electrolitos iónicos. Los iones más importantes son el Na+, K+, Ca2+, Mg2+, cloruro, fosfato y bicarbonato, de los cuales, los cationes nombrados son alcalinos o alcalinotérreos. El mantenimiento de gradientes precisos a través de las membranas celulares mantiene la presión osmótica y pH. Los iones son también críticos para los impulsos nerviosos y los músculos, ya que son los potenciales de acción en estos tejidos. El intercambio de electrolitos entre el fluido extracelular y el citosol generan contracciones musculares y otras reacciones electroquímicas. Los electrolitos entran y salen de las células a través de las proteínas de la membrana celular, llamadas canales iónicos. Por ejemplo, la contracción muscular depende de la circulación de calcio, sodio y potasio a través de los canales iónicos en la membrana celular y los túbulos T.

### Metales de transición

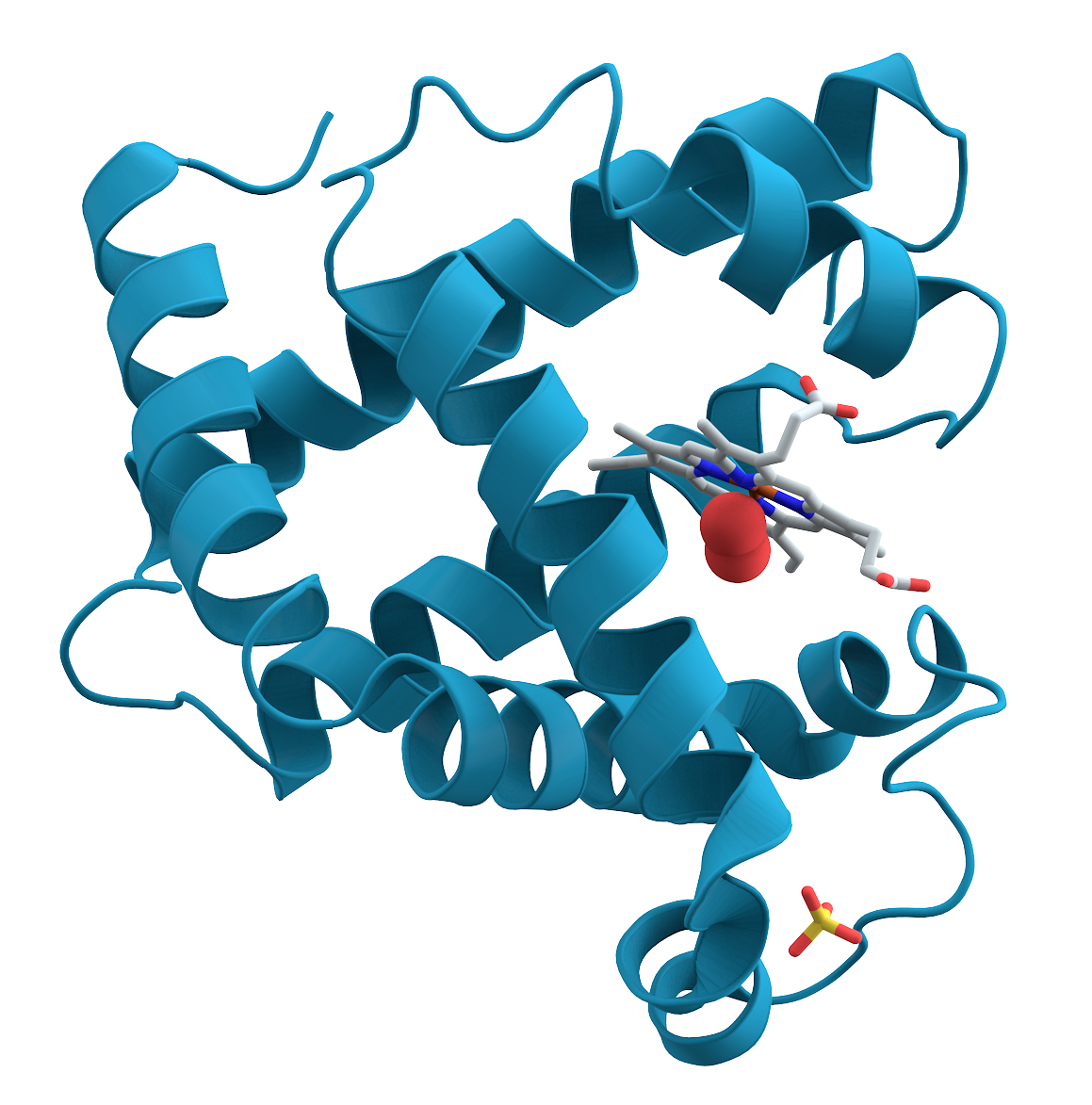
La mioglobina es un complejo de hierro (grupo hemo) que está anclado a una proteína.

Los metales de transición están presentes generalmente como elementos traza en los organismos, siendo el zinc y el hierro los más abundantes. Estos metales se utilizan en algunas proteínas como cofactores y son esenciales para la actividad de enzimas tales como la catalasa y las proteínas transportadoras de oxígeno tales como la hemoglobina Estos cofactores se unen fuertemente a una proteína específica. Los micronutrientes metálicos son tomados por los organismos gracias a proteínas de almacenamiento como la ferritina entre otras metaloproteínas.
- Hierro: Transporte y almacenamiento de oxígeno (mioglobina y hemoglobina), además de transferencias electrónica.[10]

- Cobre: Transporte de oxígeno principalmente en hemocianinas de animales marinos, forma parte de metaloenzimas (superoxido dismutasa, tirosinasa, lactasa, L-ascorbato oxidasa, urato oxidasa, etc) y transporte de electrones en proteínas azules (estelacianina, plastocianina y azurina). También se han encontrado transportadores de cobre como las metanobactinas.

- Zinc: Metaloenzimas (anhidrasa carbónica, hidrolasas) y dedos de cinc (intervención en el ADN).

- Molibdeno: Forma parte del cofactor molibdopterina que forma parte de múltiples enzimas.[11]

- Cobalto: El cobalto es esencial para el funcionamiento de la vitamina B12[12]

## Composición química de los organismos vivos
Alrededor del 99% de la masa de los mamíferos la forman los elementos carbono, nitrógeno, calcio, sodio, cloro, potasio, hidrógeno, fósforo, oxígeno y azufre. Los compuestos orgánicos (proteínas, lípidos y carbohidratos) contienen la mayor parte del carbono y nitrógeno y la mayor parte del oxígeno y el hidrógeno está presente como agua. El conjunto de biomoléculas que contienen metales en una célula se denomina metaloma.